# Majagual
Majagual ist eine Gemeinde (municipio) im Departamento Sucre in Kolumbien.

## Geographie
Majagual liegt im Süden von Sucre, in der Subregion La Mojana am Río Mojana, auf einer Höhe von 25 m ü. NN und hat eine Jahresdurchschnittstemperatur von 28 °C. Die Gemeinde grenzt im Norden an Sucre, im Süden an Guaranda, im Osten an Achí im Departamento de Bolívar und im Westen an San Benito Abad sowie an Ayapel im Departamento de Córdoba.

## Bevölkerung
Die Gemeinde Majagual hat 34.010 Einwohner, von denen 11.605 im städtischen Teil (cabecera municipal) der Gemeinde leben (Stand: 2019).

## Geschichte
Auf dem Gebiet des heutigen Majagual lebte bei der Ankunft der Spanier bereits das indigene Volk der Zenú. Die ersten Kolonisierungsbewegungen von Weißen in der Region begannen im 17. Jahrhundert und führte im 18. Jahrhundert zur dauerhaften Bildung von Siedlungen wie Majagual. Seit 1938 hat Majagual den Status einer Gemeinde.

## Wirtschaft
In der Kolonialzeit war der Zuckerrohranbau der wichtigste Wirtschaftszweig der Region. Ab der zweiten Hälfte des 19. Jahrhunderts wurden auch Kakao, Mais, Tabak und Reis angebaut. Außerdem wuchs die Bedeutung von Fischerei, Holzwirtschaft und Bergbau. Seit Beginn des 20. Jahrhunderts war Majagual immer wieder von Überschwemmungen betroffen, die für eine große Armut der Bevölkerung sorgten, da große Teile der Produktion zerstört wurden. Reis erwies sich als das resistenteste Anbauprodukt, so dass es sich in der Folge durchsetzte. Zudem werden heute Tierhaltung und Fischerei betrieben und Sorghumhirsen und Mais angebaut.